# La Fille du rebelle
Pour plus de détails, voir Fiche technique et Distribution.
La Fille du rebelle (titre original : The Littlest Rebel) est un film américain réalisé par David Butler, sorti en 1935.
Le film suit une petite fille qui s'applique à sauver son père dans le Sud des États-Unis, pendant la guerre de Sécession.
Le film est la seconde adaptation de la pièce d'Edward Peple (en) The Littlest Rebel créée à New York, en 1911, et publiée la même année par Moffat, Yard and company. C'est un remake de The Littlest Rebel — produit par Photoplay Productions Co — réalisé par Edgar Lewis et mettant en vedette E. K. Lincoln, William J. Sorelle et Mimi Yvonne, sorti en 1914.

## Synopsis
En 1861, dans le vieux Sud, Virgie Cary fête son sixième anniversaire dans la salle de bal de la plantation familiale. Un esclave de la famille, Oncle Billy, fait des claquettes pour distraire les invités mais la fête prend fin brusquement lorsqu'un messager arrive avec la nouvelle de l'assaut sur Fort Sumter avec une déclaration de guerre. Le père de Virgie reçoit l'ordre de se rendre à l'armurerie avec un cheval et des armes. Il devient un espion pour l'Armée Confédérée, traversant les lignes ennemies pour recueillir des informations. Au cours de ces expéditions, il rend parfois brièvement visite à sa famille dans leur plantation située derrière les lignes de l'Union.
Un jour, le colonel Morrison, un officier de l'Armée de l'Union, arrive à la plantation de Cary à la recherche du père de Virgie. Virgie le défie en le frappant avec un caillou de sa fronde et en chantant Dixie. Après le départ de Morrison, Cary arrive pour rendre visite à sa famille mais repart rapidement lorsque les esclaves préviennent de l'approche des troupes de l'Union. Menées par le brutal sergent Dudley, les troupes de l'Union commencent à piller la maison. Le colonel Morrison revient, met fin au pillage et ordonne de fouetter Dudley. Avec cet acte, Morrison monte dans l'estime de Virgie.
Une nuit d'orage, la bataille fait rage près de la plantation. Virgie et sa mère sont obligées de fuir avec l'oncle Billy lorsque leur maison est réduite en cendres. Mme Cary tombe gravement malade mais trouve refuge dans une cabane d'esclaves. Son mari traverse les lignes ennemies pour être auprès de sa femme dans ses derniers instants. Après la mort de sa femme, Cary prévoit d'emmener Virgie chez sa sœur à Richmond. Lorsque le colonel Morrison apprend le plan, il aide Cary en lui fournissant un uniforme yankee et un laissez-passer. Le plan est déjoué, et Cary et Morrison sont traduits en cour martiale et condamnés à mort.
Les deux hommes sont confinés dans une prison de fortune où Virgie et l'oncle Billy leur rendent visite tous les jours en chantant "Polly Wolly Doodle". Un gentil officier de l'Union encourage l'oncle Billy à faire appel au président Lincoln pour obtenir une grâce. À court d'argent, l'oncle Billy et Virgie chantent et dansent dans les lieux publics et " passent la casquette ". Une fois à Washington, ils sont introduits dans le bureau de Lincoln, où le président gracie Cary et Morrison après avoir entendu l'histoire de Virgie.

## Fiche technique
- Titre original : The Littlest Rebel[1]
- Titre français : La Fille du rebelle
- Réalisation : David Butler
- Scénario : Edwin J. Burke et Harry Tugend d'après la pièce d'Edward Peple (en)
- Photographie : John F. Seitz
- Montage : Irene Morra
- Musique : Cyril J. Mockridge (non crédité)
- Direction artistique : William S. Darling
- Décors : Thomas Little
- Costumes : Gwen Wakeling et Sam Benson (non crédité)
- Producteur : Buddy G. DeSylva
- Société de production : 20th Century Fox
- Société de distribution : 20th Century Fox
- Pays d'origine :  États-Unis
- Langue : Anglais américain
- Genre : Comédie dramatique
- Format : Noir et blanc — 35 mm — 1,37:1 — Son : Mono   (Western Electric Noiseless Recording)
- Durée : 70 minutes
- Dates de sortie : 
  -  États-Unis : 19 décembre 1935 (première à New York)
  -  France : 29 janvier 1936

## Distribution
- Shirley Temple (VF : Colette Borelli) : Virgie Cary
- John Boles (VF : René Fleur) : Herbert Cary
- Jack Holt (VF : Rognoni) : le colonel Morrison
- Karen Morley (VF : Madeleine Larsay) : Mme Cary
- Guinn Williams : le sergent Dudley
- Frank McGlynn Sr. : Abraham Lincoln
- Bill Robinson : oncle Billy
- Willie Best : James Henry
- Bessie Lyle : Mammy Rosabelle
- Hannah Washington : Sally Ann